# Guerra polacco-ottomana (1672-1676)
La guerra polacco-ottomana (1672–1676) vide contrapposti l'Impero ottomano e la potente Confederazione polacco-lituana nel più generale contesto della grande guerra turca, scatenata dalle potenze cristiane europee contro il colosso ottomano, ormai lontano dal potere di cui aveva goduto nel XVI secolo. Il conflitto polacco-ottomano venne chiuso dal trattato di Żurawno con il quale la Confederazione accettò di cedere ai Turchi ottomani parte dell'Ucraina.

## Antefatto

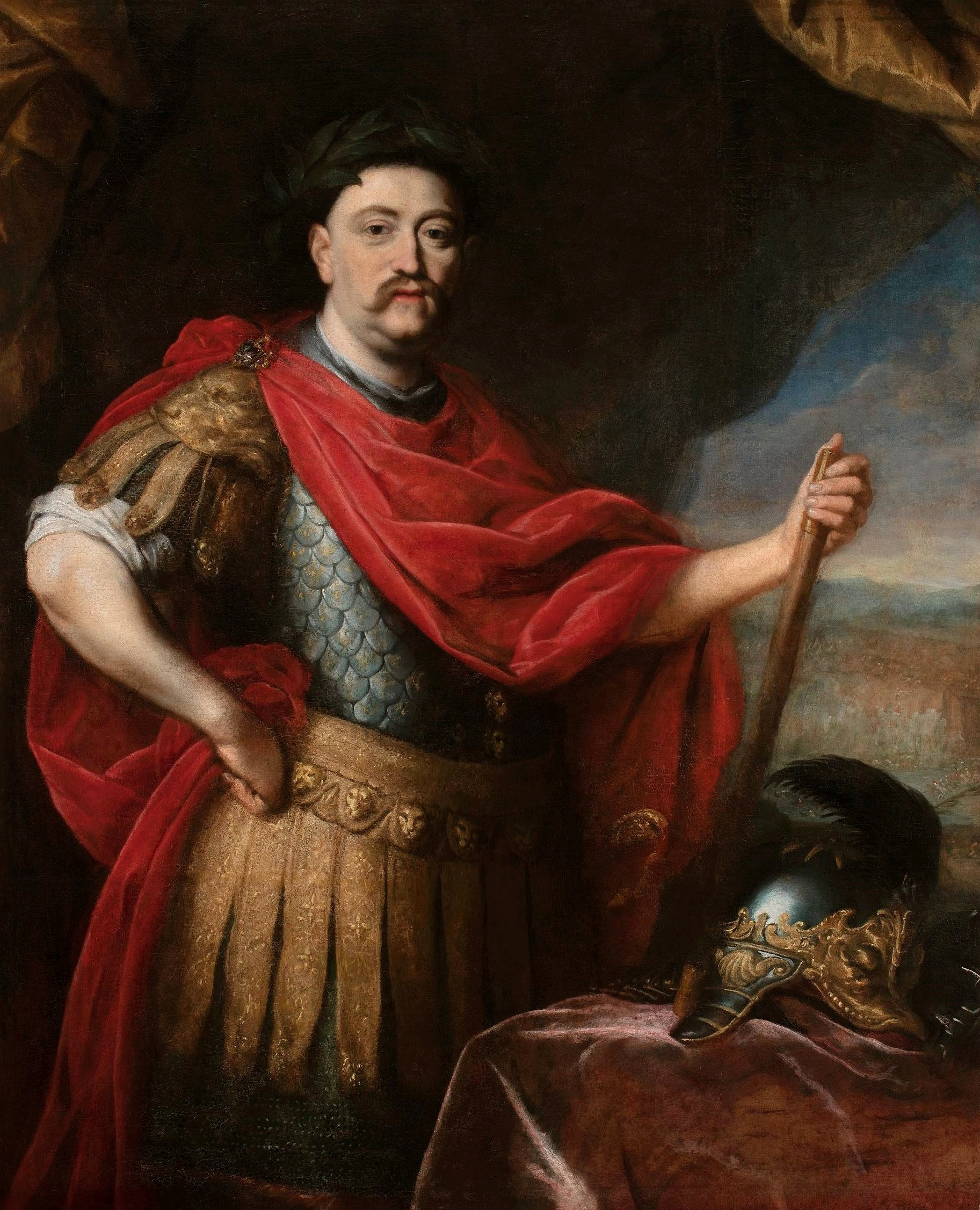
Il grande atamano Jan Sobieski, poi re di Polonia.

Nel trentennio successivo alla chiusura della seconda guerra polacco-ottomana, gli interessi della Confederazione in Ucraina erano stati pesantemente minati dai nuovi conflitti con la Moscovia (guerra russo-polacca (1654-1667) e il Diluvio ) e dall'insubordinazione dei cosacchi, sobillati dallo zar, manifestatasi nella rivolta di Khmelnytsky.
Nel 1666 l'Atamano della Riva destra ucraina, Petro Doroshenko, si alleò con il sultano ottomano Mehmed IV e con i Tatari di Crimea contro la Confederazione. Hetman Jan Sobieski stroncò però i ribelli nella battaglia di Podhajce (1667).
Nel 1670 la situazione in Ucraina tornò a farsi tesa. Istanbul mise un nuovo khan al potere in Crimea, Selim I Giray, estromettendo il filo-polacco Adil Giray. Selim e l'Atamano Petro si allearono contro la Confederazione ma vennero nuovamente sconfitti da Sobieski. Khan Selim chiese allora l'aiuto del sultano contro le forze della Confederazione, fornendo a Istanbul il casus belli per l'avvio di un nuovo conflitto contro i polacco-lituani.

## Il conflitto

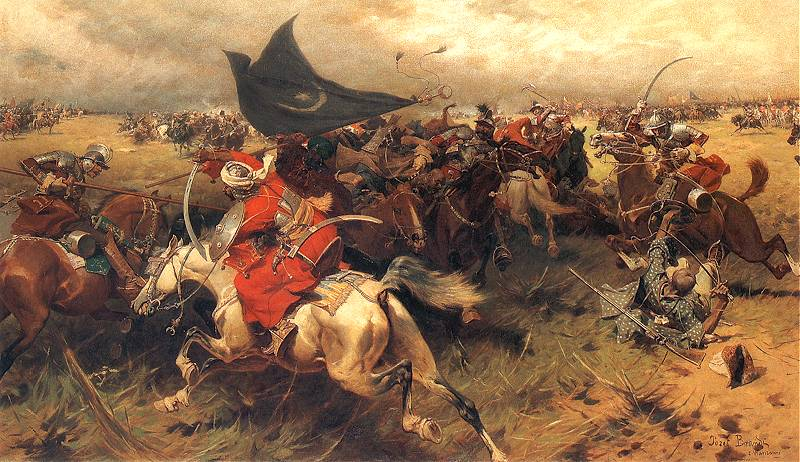
Scontro di cavalleria polacca contro quella ottomana - Józef Brandt.

### L'offensiva turca (1672)
Nel 1672 un esercito turco-ottomano, al comando del Sultano Mehmed IV e del Gran Vizir Fazıl Ahmed Köprülü, entrò in Ucraina e conquistò la fortezza di Kamjanec'-Podil's'kij. I Turchi misero poi sotto assedio Leopoli, mentre le forze dell'Atamano Petro Doroshenko si univano a quelle del sultano.
Distratto dalla contesa politica interna, re Michele Korybut non riuscì a inviare rinforzi, cosicché il piccolo esercito confederato che affrontò i Turchi venne sconfitto nella battaglia di Krasnobród e costretto a siglare, nel trattato di Buchach, la formale capitolazione polacco-lituana.

### La riscossa polacco-lituana (1673-1676)
Nel 1673 Jan Sobieski, a capo delle forze confederate, piegò gli Ottomani nella battaglia di Hotin e occupò la Moldavia. L'anno successivo, morto re Michele, gli allori militari valsero a Sobieski il titolo di re di Polonia.
Sempre nel 1674 i conflitti interni al fronte dell'alleato cosacco causarono una battuta d'arresto all'avanzata turca. Appoggiato dalla Moscovia, l'Atamano della Riva sinistra ucraina, Ivan Samoylovych, guidò una rivolta contro Doroshenko. Istanbul fu costretta a stornare parte delle sue forze per salvare l'alleato ucraino.
Nel 1675 i Turchi radunarono un nuovo esercito e mossero contro la Polonia. Sobieski riuscì in agosto a fermare l'invasione degli Ottomani nella Battaglia di Leopoli e in settembre a consolidarsi con la Battaglia di Trembowla, per poi chiudere il conflitto con la Battaglia di Żurawno.

### Cronotassi delle Battaglie
- Battaglia di Ładyżyno (o Battaglia di Czetwertynówka) (18 luglio 1672)
- Battaglia di Humanie (1672)
- Assedio di Kamjanec'-Podil's'kij (18-27 agosto 1672)
- Battaglia di Korc (1672)
- Battaglia di Krasnobród (5-6 ottobre 1672)
- Battaglia di Narol (6 ottobre 1672)
- Battaglia di Niemirów (7 ottobre (1672)
- Battaglia di Komarno (9 ottobre 1672)
- Battaglia di Petranka (14 ottobre 1672)
- Battaglia di Kałusz (1672)
- Battaglia di Chocim (11 novembre 1673)
- Battaglia di Leopoli (22 agosto 1675)
- Battaglia di Trembowla (20 settembre - 11 ottobre 1675)
- Battaglia di Wojniłowo (24 settembre 1676)
- Battaglia di Żurawno (25 settembre – 14 ottobre 1676)

### La fine delle ostilità
Prossima ad un nuovo conflitto con la Moscovia (Guerra russo-turca (1676-1681)), la Sublime Porta accettò di siglare il Trattato di Żurawno. I dettami del Trattato di Buchach vennero parzialmente cancellati ma Sobieski non riuscì ad estromettere i Turchi dalle terre ucraine che avevano conquistato nel 1672.

## Conseguenze
Il conflitto con gli Ottomani aveva messo in luce la crescente debolezza della Confederazione Polacco-Lituana. Il Sejm era paralizzato dal liberum veto e dall'inettitudine di una classe politica troppo impegnata a difendere vani privilegi fiscali per comprendere la necessità di una regolare tassazione. Priva di fondi, la Confederazione non poteva mantenere un esercito e le diserzioni dei soldati crebbero di numero. Il declino sarebbe stato ratificato nel secolo successivo con le Spartizioni della Polonia.
La lotta contro Istanbul venne finanziata privatamente dallo stesso Sobieski che si guadagnò in questo modo il trono di Polonia. Nonostante le sue capacità, Sobieski non sarebbe però riuscito a salvare la Confederazione Polacco-Lituana dal declino. Il successivo Trattato di Karlowitz (1699) fu uno dei suoi ultimi successi in tal senso.